# Брахітерапія
Брахітерапія — це вид променевої терапії, при якому герметичне джерело випромінювання розміщується всередину або поруч із ділянкою, що потребує лікування. Слово «брахітерапія» походить від грецького слова βραχύς, brachys, що означає «коротка відстань» або «короткий». Брахітерапія зазвичай використовується як ефективний метод лікування раку шийки матки, простати, молочної залози, стравоходу та шкіри, а також може бути використана для лікування пухлин у багатьох інших ділянках тіла. Дослідження показали, що результати лікування брахітерапією або порівнянна з хірургічним втручанням та дистанційною променевою терапією (ДПТ), або ще кращі при використанні в поєднанні з цими методами. Брахітерапію можна використовувати окремо або в поєднанні з іншими методами лікування, такими як хірургічне втручання, дистанційна променева терапія та хімієтерапія.
Брахітерапія відрізняється від променевої терапії з відкритим джерелом, при якій в організм вводиться терапевтичний радіонуклід (радіоізотоп). Цей метод також відрізняється від дистанційної променевої терапії (ДПТ), при якій високоенергетичні рентгенівські промені (або іноді гамма-промені від радіоізотопу, такого як кобальт-60) спрямовуються на пухлину ззовні тіла. Брахітерапія натомість передбачає точне розміщення джерел випромінювання короткого радіуса дії (наприклад, радіоізотопів, йоду-125 або цезію-131) безпосередньо в місці пухлини. Вони упаковані в захисну капсулу або дріт, що дозволяє іонізуючому випромінюванню виходити для лікування та знищення навколишніх тканин, але запобігає переміщенню або розчиненню заряду радіоізотопу в рідинах організму. Капсулу можна видалити пізніше, або (для деяких радіоізотопів) її можна залишити на місці.
Особливістю брахітерапії є те, що опромінення впливає лише на дуже обмежену ділянку навколо джерел випромінювання. Таким чином, зменшується вплив випромінювання на здорові тканини, розташовані далі від джерел. Крім того, якщо пацієнт рухається або якщо під час лікування відбувається будь-який рух пухлини в тілі, джерела випромінювання зберігають своє правильне положення відносно пухлини. Ці характеристики брахітерапії забезпечують переваги над дистанційною променевою терапією — пухлину можна лікувати дуже високими дозами локалізованого опромінення, одночасно зменшуючи ймовірність непотрібного пошкодження навколишніх здорових тканин.
Курс брахітерапії коротший, ніж у інших методів променевої терапії. Це може допомогти зменшити ймовірність поділу та росту уцілилих ракових клітин в інтервалах між кожною дозою променевої терапії. Пацієнтам зазвичай доводиться рідше відвідувати клініку і вони можуть отримувати лікування амбулаторно. Це робить його доступним та зручним. Ці особливості брахітерапії означають її добру переносимість для більшості пацієнтів.
У 2013 році світовий ринок брахітерапії досяг 680 мільйонів доларів США, з яких 70 % становили брахітерапія високої (HDR) та низької (LDR) потужності. Мікросферна та електронна брахітерапія становили решту 30 %. Один аналіз прогнозує, що ринок брахітерапії може досягти понад 2,4 мільярда доларів США у 2030 році, зростаючи на 8 % щорічно, головним чином завдяки мікросферній, а також електронній брахітерапії, яка привертає значний інтерес у всьому світі як зручна для користувача технологія.

## Медичне використання

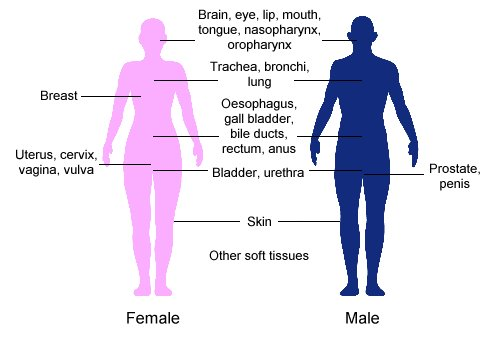
Ділянки тіла, на яких брахітерапія може бути використана для лікування раку

Брахітерапія зазвичай використовується для лікування раку шийки матки, простати, молочної залози та шкіри.
Брахітерапію також можна використовувати для лікування пухлин головного мозку, ока, голови та шиї (губа, дно рота, язик, носоглотка та ротоглотка), дихальних шляхів (трахея та бронхи), травного тракту (стравохід, жовчний міхур, жовчні протоки, пряма кишка, анус), сечовивідних шляхів (сечовий міхур, уретра, пеніс), жіночих репродуктивних шляхів (матка, піхва, вульва) та м'яких тканин.
Оскільки джерела випромінювання можна точно розташувати в місці лікування пухлини, брахітерапія дозволяє застосовувати високу дозу опромінення до невеликої ділянки. Крім того, оскільки джерела випромінювання розміщуються в пухлині-мішені або поруч з нею, вони зберігають своє положення відносно пухлини, коли пацієнт рухається або якщо відбувається будь-який рух пухлини в тілі. Таким чином, джерела випромінювання залишаються точно спрямованими. Це дозволяє клініцистам досягти високого рівня конформності дози, тобто забезпечити оптимальний рівень опромінення всієї пухлини. Це також знижує ризик пошкодження здорових тканин, органів або структур навколо пухлини, тим самим підвищуючи шанси на одужання та збереження функції органу.
Використання високодозової брахітерапії дозволяє скоротити загальний час лікування порівняно з ДПТ. Пацієнтам, які отримують брахітерапію, зазвичай доводиться робити менше візитів порівняно з ДПТ, а загальний план променевої терапії можна завершити за менший час. Багато процедур брахітерапії проводяться амбулаторно. Це може бути особливо актуально для пацієнтів, які змушені працювати, пацієнтів похилого віку або пацієнтів, які проживають на певній відстані від лікувальних центрів. Коротший час лікування та амбулаторні процедури також можуть допомогти підвищити ефективність клінік променевої терапії.
Брахітерапія може бути використана у випадках невеликих або місцево-поширених пухлин, за умови відсутності метастазів. У відповідно відібраних випадках брахітерапія первинних пухлин часто є підходом порівнянним до хірургічного втручання, досягаючи такої ж ймовірності одужання та з подібними побічними ефектами. Однак, при місцево-поширених пухлинах хірургічне втручання може не завжди забезпечити найкращий шанс на одужання та часто є технічно неможливим для проведення. У цих випадках променева терапія, включаючи брахітерапію, пропонує єдиний шанс на одужання. На більш запущених стадіях захворювання брахітерапія може бути використана як паліативне лікування для полегшення симптомів болю та кровотечі.
У випадках, коли пухлина не є легкодоступною або занадто велика для забезпечення оптимального розподілу опромінення на ділянку лікування, брахітерапію можна поєднувати з іншими методами лікування, такими як дистанційна променева терапія та/або хірургічне втручання. Комбінована терапія брахітерапією з тільки хіміотерапією зустрічається рідко.

### Рак шийки матки
Брахітерапія широко використовується для лікування раннього або локально обмеженого раку шийки матки та є стандартом лікування в багатьох країнах. Рак шийки матки можна лікувати за допомогою брахітерапії LDR, PDR або HDR. Використовувана в поєднанні з ДПТ, брахітерапія може забезпечити кращі результати, ніж ДПТ окремо. Точність брахітерапії дозволяє доставляти високу дозу цільового випромінювання до шийки матки, мінімізуючи радіаційне опромінення сусідніх тканин та органів.
Шанси на одужання (виживання без рецидиву) та загальне виживання є подібними для методів лікування LDR, PDR та HDR. Однак ключовою перевагою лікування HDR є те, що кожну дозу можна вводити амбулаторно з коротким часом введення що забезпечує більшу зручність для багатьох пацієнтів.
Дослідження показують, що місцево-поширену карциному шийки матки необхідно лікувати комбінацією ДПТ та внутрішньопорожнинної брахітерапії (ВБТ).

### Рак простати
Брахітерапія для лікування раку простати може бути проведена або у вигляді постійної імплантації джерела LDR, або у вигляді тимчасової HDR.
Постійна імплантація джерела («зерна») підходить для пацієнтів з локалізованою пухлиною та хорошим прогнозом і, як було показано, є високоефективним методом лікування для запобігання рецидиву. Рівень виживання подібний до показника, отриманого при ДПТ або хірургічному втручанні (радикальній простатектомії), але з меншою кількістю побічних ефектів, таких як імпотенція та нетримання сечі. Процедуру можна виконати швидко, і пацієнти зазвичай можуть повернутися додому того ж дня лікування та повернутися до звичайної діяльності через один-два дні. Постійна імплантація джерела опромінення часто є менш інвазивним варіантом лікування порівняно з хірургічним видаленням простати.
Тимчасова брахітерапія HDR — це новіший підхід до лікування раку простати, але наразі він менш поширений, ніж імплантація джерела опромінення. Його переважно використовують для забезпечення додаткової дози на додаток до ДПТ (відомої як «підсилювальна» терапія), оскільки він пропонує альтернативний метод доставки високої дози променевої терапії, яка відповідає формі пухлини в простаті, водночас зменшуючи радіаційний вплив на навколишні тканини. Брахітерапія HDR як посилення лікування раку простати також означає, що курс ДПТ може бути коротшим, ніж при використанні лише ДПТ.

### Рак молочної залози
Променева терапія є стандартним методом лікування жінок, які перенесли лампектомію або мастектомію, і є невід'ємним компонентом молочної залози, що зберігає здоров'я. Брахітерапію можна використовувати після операції, перед хіміотерапією або паліативно у разі запущеної хвороби. Брахітерапія для лікування раку молочної залози зазвичай проводиться за допомогою тимчасової брахітерапії HDR. Після операції брахітерапія молочної залози може бути використана як «підсилювальний засіб» після опромінення всієї молочної залози (WBI) за допомогою ДПТ. Зовсім недавно для проведення APBI (прискореного часткового опромінення молочної залози) використовується лише брахітерапія, що передбачає доставку випромінювання лише до ділянки, що безпосередньо оточує початкову пухлину.
Головною перевагою брахітерапії порівняно з опроміненням усієї молочної залози є те, що висока доза опромінення може бути точно спрямована на пухлину, водночас не зачіпаючи здорові тканини та підлеглі структури, такі як ребра та легені. APBI зазвичай можна завершити протягом тижня. Варіант брахітерапії може бути особливо важливим для забезпечення того, щоб працюючі жінки, люди похилого віку або жінки, які не мають легкого доступу до лікувального центру, могли скористатися перевагами терапії, що зберігає молочні залози, завдяки короткому курсу лікування порівняно з WBI (що часто вимагає більшої кількості візитів протягом 1-2 місяців).
Існує п'ять методів проведення брахітерапії молочної залози: інтерстиціальна, внутрішньопорожнинна, інтраопераційна, постійна імплантація та неінвазивна брахітерапія молочної залози з використанням мамографії для локалізації мішені та джерела HDR.

#### Інтерстиціальна брахітерапія молочної залози
Інтерстиціальна брахітерапія молочної залози передбачає тимчасове розміщення кількох гнучких пластикових катетерів у тканині молочної залози. Вони ретельно розташовуються, щоб забезпечити оптимальне спрямування випромінювання на ділянку лікування, не зачіпаючи при цьому навколишні тканини. Катетери підключаються до післязавантажувача, який доставляє заплановану дозу опромінення в ділянку лікування. Інтерстиціальна брахітерапія молочної залози може бути використана як «підсилювальна терапія» після ДПТ або як APBI.

#### Інтраопераційна променева терапія
Інтраопераційна променева терапія (IORT) передбачає опромінення одночасно з хірургічним видаленням пухлини (лампектомією). Аплікатор розміщується в порожнині, що залишається після видалення пухлини, і мобільний електронний пристрій генерує випромінювання (рентгенівські промені або електрони) та подає його через аплікатор. Уся доза опромінювання подається одномоментно, а аплікатор видаляється перед закриттям операційної рани.

#### Внутрішньопорожнинна брахітерапія молочної залози
Внутрішньопорожнинна брахітерапія молочної залози (також відома як «балонна брахітерапія») передбачає розміщення одного катетера в порожнині молочної залози, що залишилася після видалення пухлини (лампектомії). Катетер можна встановити під час лампектомії або після операції. Потім за допомогою катетера в порожнину надувається балон. Потім катетер підключають до післязавантажувача, який подає дозу опромінення через катетер у балон. Наразі внутрішньопорожнинна брахітерапія молочної залози рутинно використовується лише для APBI.
Також існують пристрої, що поєднують у собі особливості інтерстиціальної та внутрішньопорожнинної брахітерапії молочної залози (наприклад, SAVI). Ці пристрої використовують кілька катетерів, але вводяться через одну точку входу в грудях. Дослідження показують, що використання кількох катетерів дозволяє лікарям точніше спрямовувати випромінювання.

#### Постійна імплантація джерела опромінення в груди
Постійна імплантація джерела опромінення в груди (PBSI) полягає у «закладенні» багатьох радіоактивних «зерен» (невеликих гранул) у груди в області навколо місця пухлини, подібно до брахітерапії простати з використанням постійного джерела. Джерело імплантується протягом однієї 1-2-годинної процедури та протягом наступних місяців випромінює радіацію, оскільки радіоактивний матеріал усередині нього розпадається. Ризик опромінення від імплантів для інших осіб (наприклад, партнера / чоловіка) був вивчений і визнаний безпечним.

### Пухлини головного мозку
Хірургічно спрямована променева терапія (STaRT), також відома як GammaTile Therapy, — це тип брахітерапевтичного імпланта, спеціально розроблений для використання всередині мозку. Препарат GammaTile схвалено FDA для лікування нещодавно діагностованих, операбельних злоякісних внутрішньочерепних новоутворень (тобто пухлин головного мозку) та операбельних рецидивуючих внутрішньочерепних новоутворень, включаючи менінгіоми, метастази, високодиференційовані гліоми та гліобластоми.
У клінічному дослідженні GammaTile Therapy покращила локальний контроль пухлини порівняно з попередніми методами лікування на тій самій ділянці без підвищеного ризику побічних ефектів.

### Рак стравоходу
Для променевої терапії раку стравоходу брахітерапія є одним із ефективних варіантів лікування, що включає остаточну променеву терапію (підсилення) або паліативне лікування. Остаточна променева терапія (підсилення) може точно доставити дозу, а для полегшення дисфагії можна застосовувати паліативне лікування. Аплікатори великого діаметра або катетери балонного типу використовуються разом із додатковим завантажувачем для розширення стравоходу та полегшення доставки дози опромінення до пухлини, зберігаючи прилеглі нормальні тканини.
Було показано, що брахітерапія після ДПТ або хірургічного втручання покращує виживаність та частоту локальних рецидивів у пацієнтів з раком стравоходу, ніж ДПТ або лише хірургічне втручання.

### Рак шкіри
HDR-брахітерапія є альтернативою хірургічному втручанні при немеланоматозному раку шкіри, такого як базальноклітинна карцинома та плоскоклітинна карцинома. Це особливо актуально для пухлин носа, вух, повік або губ, де операція може призвести до спотворення або вимагати масштабної реконструкції. Для забезпечення тісного контакту між джерелом(ами) випромінювання та шкірою можна використовувати різні аплікатори, які враховують кривизну шкіри та допомагають забезпечити точну доставку оптимальної дози опромінення.
Іншим типом брахітерапії, який має аналогічні переваги, як і HDR, є Rhenium-SCT (терапія раку шкіри). Він використовує бета-випромінювання ренію-188 для лікування базальноклітинної або плоскоклітинної карциноми. Джерело випромінювання упаковане в компаунд (комплекс), який наноситься на тонку захисну фольгу безпосередньо над ураженням. Таким чином, джерело випромінювання можна застосовувати до складних місць та мінімізувати опромінення здорових тканин.
Брахітерапія раку шкіри забезпечує хороші косметичні результати та клінічну ефективність. Дослідження з періодом спостереження до п'яти років показали, що брахітерапія є високоефективною з точки зору локального контролю та порівнянна з ДПТ. Тривалість лікування зазвичай коротка, що забезпечує зручність для пацієнтів. Брахітерапія може стати стандартом лікування раку шкіри найближчим часом.

### Кровоносні судини
Брахітерапія може бути використана для лікування коронарного рестенозу в стенті, при якому катетер розміщується всередину кровоносних судин, через який вводяться та видаляються джерела опромінення. При лікуванні рестенозу в стенті (ISR) було виявлено, що стенти з лікарським покриттям (DES) перевершують інтракоронарну брахітерапію (ICBT). Однак, інтерес до судинної брахітерапії при стійкому рестенозі при невдалих стентуваннях та венозних трансплантатах залишається постійним. Цю терапію також досліджували для лікування стенозу периферичних судин та розглядали для лікування фібриляції передсердь.

## Побічні ефекти
Ймовірність та характер потенційних гострих, підгострих або довгострокових побічних ефектів, пов'язаних з брахітерапією, залежить від розташування пухлини, що лікується, та типу брахітерапії, що використовується.

### Гострі
Гострі побічні ефекти, пов'язані з брахітерапією, включають локальні синці, набряк, кровотечу, виділення або дискомфорт в області імплантації. Зазвичай вони зникають протягом кількох днів після завершення лікування. Пацієнти також можуть відчувати втому протягом короткого періоду після лікування. 
Брахітерапія при раку шийки матки або простати може спричинити гострі та тимчасові симптоми, пов'язані з сечовипусканням, такі як затримка сечі, нетримання сечі або болісне сечовипускання (дизурія). Також може спостерігатися тимчасове почастішання випорожнень, діарея, запор або незначна ректальна кровотеча. Гострі та підгострі побічні ефекти зазвичай зникають протягом кількох днів або тижнів. У випадку постійної брахітерапії раку простати існує невелика ймовірність того, що деякі джерела можуть мігрувати з ділянки лікування в сечовий міхур або уретру та виводитися з сечею.
Брахітерапія при раку шкіри може призвести до відшарування зовнішніх шарів шкіри (десквамації) навколо ділянки лікування протягом тижнів після терапії, що зазвичай загоюється протягом 5–8 тижнів. Якщо рак розташований на губі, в результаті брахітерапії може виникнути виразка, але зазвичай вона зникає через 4–6 тижнів.
Більшість гострих побічних ефектів, пов'язаних з брахітерапією, можна лікувати медикаментозно або за допомогою змін у дієті, і зазвичай вони зникають з часом (зазвичай протягом кількох тижнів) після завершення лікування. Гострі побічні ефекти брахітерапії HDR загалом подібні до ускладнень ДПТ.

### Довгострокові
У невеликої кількості людей брахітерапія може спричинити довгострокові побічні ефекти через пошкодження або порушення роботи сусідніх тканин чи органів. Довгострокові побічні ефекти зазвичай мають легкий або помірний характер. Наприклад, проблеми з сечовипусканням та травленням можуть зберігатися в результаті брахітерапії раку шийки матки або простати та можуть вимагати постійного лікування.
Брахітерапія раку простати може спричинити еректильну дисфункцію приблизно у 15–30 % пацієнтів. Однак її ризик пов'язаний з віком (чоловіки старшого віку мають більший ризик, ніж молодші), а також з рівнем еректильної функції до початку брахітерапії. У пацієнтів, які страждають на еректильну дисфункцію, більшість випадків можна успішно лікувати за допомогою таких препаратів, як силденафіл. Важливо, що ризик еректильної дисфункції після брахітерапії менший, ніж після радикальної простатектомії.
Брахітерапія при раку молочної залози або шкіри може призвести до утворення рубцевої тканини навколо ділянки лікування. Також може виникнути жировий некроз внаслідок потрапляння жирних кислот у тканини молочної залози. Це може призвести до набряку та чутливості тканин молочної залози. Жировий некроз — це доброякісний стан, який зазвичай виникає через 4–12 місяців після лікування та вражає приблизно 2 % пацієнтів.

## Безпека для оточуючих
Пацієнти часто запитують, чи потрібно їм після брахітерапії дотримуватися особливих запобіжних заходів щодо родини та друзів. Якщо використовується тимчасова брахітерапія, після лікування в організмі не залишається радіоактивних джерел. Таким чином, немає жодного радіаційного ризику для друзів чи родини через перебування поруч з ними.
Якщо використовується постійна брахітерапія, після лікування в організмі залишаються низькодозові радіоактивні джерела — рівень радіації дуже низький і з часом знижується. Крім того, опромінення впливає лише на тканини в межах кількох міліметрів від радіоактивних джерел (тобто пухлини, яку лікують). Як запобіжний захід, деяким людям, які отримують постійну брахітерапію, може бути рекомендовано не тримати на руках маленьких дітей або не перебувати надто близько до вагітних жінок протягом короткого часу після лікування. Радіаційні онкологи або медсестри можуть надавати пацієнтам конкретні інструкції та порадити, як довго їм слід бути обережними.

## Різновиди
Різні типи брахітерапії можна визначити залежно від (1) розташування джерел випромінювання в цільовій ділянці лікування, (2) швидкості або «інтенсивності» дози опромінення, що доставляється до пухлини, та (3) тривалості доставки дози.

### Розміщення джерела
Два основні типи брахітерапії з точки зору розміщення радіоактивного джерела — це інтерстиціальна та контактна.
У випадку інтерстиціальної брахітерапії джерела розміщуються безпосередньо в цільовій тканині ураженої ділянки, такій як простата або молочна залоза.
Контактна брахітерапія передбачає розміщення джерела випромінювання в просторі поруч із цільовою тканиною. Цей простір може бути порожниною тіла (внутрішньопорожнинна брахітерапія), такою як шийка матки, матка або піхва; просвітом тіла (внутрішньопросвітна брахітерапія), такою як трахея або стравохід; або зовнішня поверхня (поверхнева брахітерапія), такою як шкіра. Джерело випромінювання також може бути розміщене в кровоносних судинах (внутрішньосудинна брахітерапія) для лікування рестенозу коронарних артерій у стенті.

### Потужність дози
Потужність дози брахітерапії стосується рівня або «інтенсивності», з якою випромінювання доставляється в навколишнє середовище, і виражається в греях на годину (Гр/год).
Брахітерапія з низькою потужністю дози (LDR) передбачає імплантацію джерел випромінювання, які випромінюють випромінювання з потужністю до 2 Гр·год−1. Брахітерапія LDR зазвичай використовується для лікування раку ротової порожнини, ротоглотки, сарком та рак простати
Брахітерапія з середньою потужністю дози (MDR) характеризується середньою швидкістю доставки дози, яка коливається від 2 Гр·год−1 до 12 Гр·год−1.
Брахітерапія з високою потужністю дози (HDR) проводиться, коли швидкість доставки дози перевищує 12 Гр·год−1. Найпоширенішими застосуваннями брахітерапії HDR є пухлини шийки матки, стравоходу, легень, молочних залоз та передміхурової залози. Більшість процедур HDR проводяться амбулаторно, але це залежить від ділянки лікування.
Брахітерапія з імпульсною потужністю дози (PDR) передбачає короткі імпульси випромінювання, зазвичай один раз на годину, для імітації загальної швидкості та ефективності лікування LDR. Типовими ділянками, що лікуються за допомогою PDR-брахітерапії, є гінекологічні пухлини та рак голови та шиї.

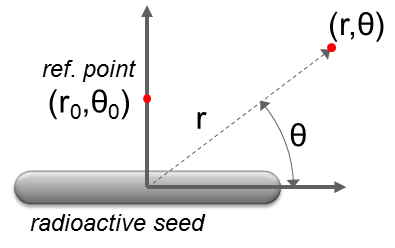
Геометрія розрахунку дози

Розрахунок дози опромінення від радіоактивного джерела має вирішальне значення при плануванні та проведенні брахітерапії. Більшість сучасних розрахунків виконуються з використанням методики, опублікованої Американською асоціацією фізиків у медицині. Для геометрії на рисунку 1 ця методика використовує п'ять параметрів.
- Сила джерела: скільки випромінювання випромінюється джерелом, вираженим як сила повітряної керми та позначене як {\displaystyle S_{k}}.
- Потужність дози джерела: яку дозу доставить джерело до контрольної точки протягом певного періоду часу, що позначається як {\displaystyle \Lambda }.
- Геометричний фактор: як форма джерела впливатиме на дозу в точках, віддалених від опорної точки, позначена як {\displaystyle G(r,\theta )}.
- Функція анізотропії: як буде зупинено велику кількість випромінювання перед виходом із джерела, позначено як {\displaystyle F(r,\theta )}.
- Радіальна доза: як випромінювання взаємодіятиме з матеріалом, що оточує джерело, позначено як {\displaystyle g(r)}.

Рівняння, яке пов'язує ці параметри, таке: {\displaystyle D(r,\theta )=S_{k}\Lambda {\frac {G(r,\theta )}{G(r_{0},\theta _{0})}}g(r)F(r,\theta )}

### Тривалість доставки дози
Розміщення джерел випромінювання в цільовій ділянці може бути тимчасовим або постійним.
Тимчасова брахітерапія передбачає розміщення джерел випромінювання на певний період (зазвичай кілька хвилин або годин) перед їх вилученням. Конкретна тривалість лікування залежатиме від багатьох різних факторів, включаючи необхідну швидкість введення дози, а також тип, розмір і розташування пухлини. У брахітерапії LDR та PDR джерело зазвичай залишається на місці до 24 годин, перш ніж його видаляють, тоді як у брахітерапії HDR цей час зазвичай становить кілька хвилин.

Перманентна брахітерапія, також відома як імплантація джерела, передбачає розміщення невеликих радіоактивних джерел LDR (розміром приблизно з рисове зерно) в пухлині або місці лікування та залишення їх там назавжди для поступового розпаду. Протягом тижнів або місяців рівень радіації, що випромінюється джерелами, знизиться майже до нуля. Неактивне джерело потім залишається на місці обробки без подальшого ефекту. Постійна брахітерапія найчастіше використовується для лікування раку простати.

## Процедура

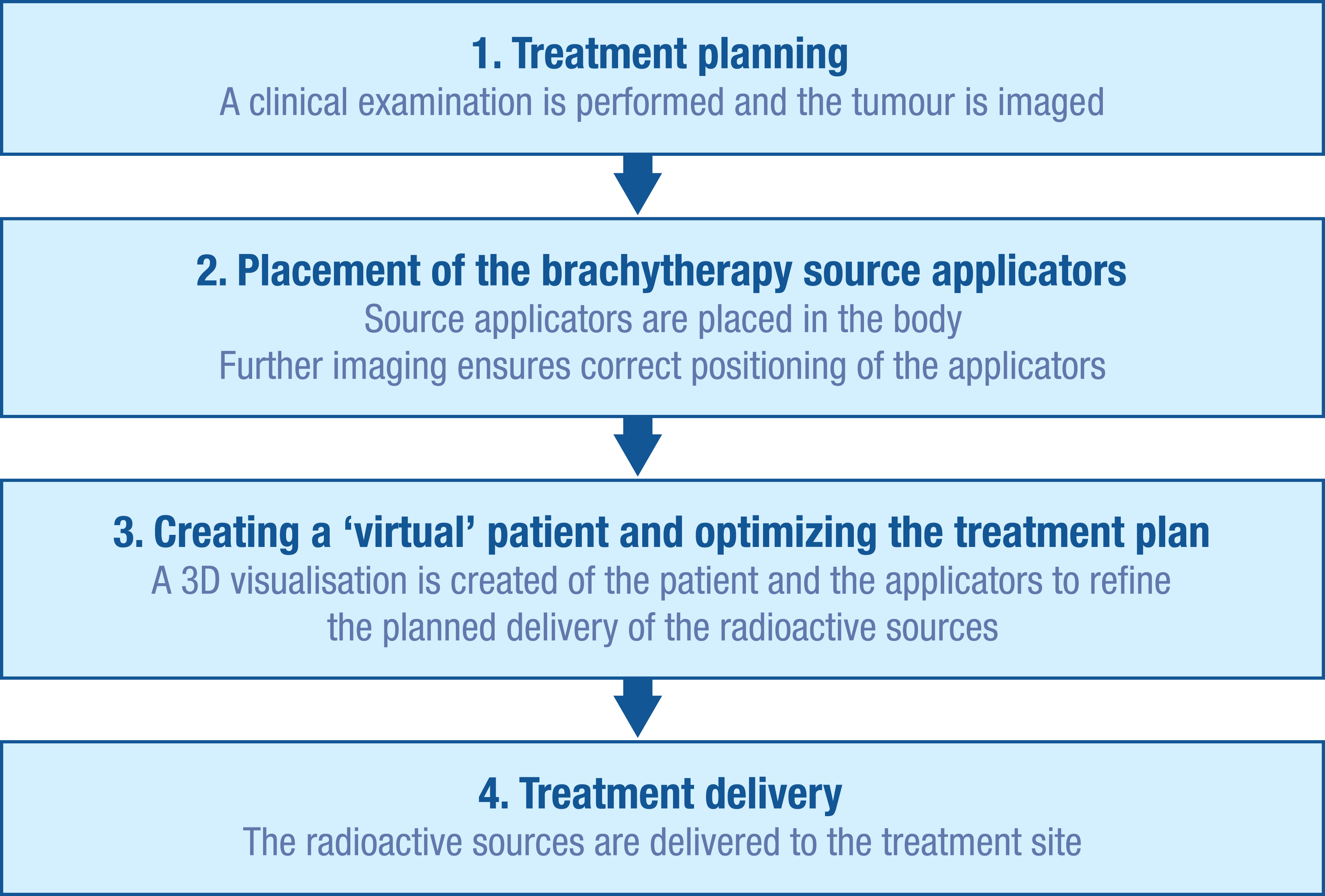
Типові етапи процедури брахітерапії

### Початкове планування
Для точного планування процедури брахітерапії проводиться ретельне клінічне обстеження, щоб зрозуміти характеристики пухлини. Крім того, для візуалізації форми та розміру пухлини, а також її зв'язку з навколишніми тканинами та органами може бути використана низка методів візуалізації. До них належать рентгенографія, ультразвукове дослідження, комп'ютерна аксіальна томографія (КТ або КТ) та магнітно-резонансна томографія (МРТ). Дані з багатьох із цих джерел можна використовувати для створення 3D-візуалізації пухлини та навколишніх тканин.
Використовуючи цю інформацію, можна розробити план оптимального розподілу джерел випромінювання. Він включає врахування того, як слід розміщувати та позиціонувати носії джерел (аплікатори). Аплікатори не є радіоактивними та зазвичай являють собою голки або пластикові катетери. Конкретний тип аплікатора, який використовується, залежатиме від типу раку, що лікується, та характеристик пухлини-мішені.
Таке планування допомагає уникнути утворення так званих «холодних точок» (де занадто мало опромінення) та «гарячих точок» (де занадто багато опромінення), оскільки вони можуть відповідно призвести до невдалого лікування та побічних ефектів.

### Введення
Перш ніж джерела опромінення можна буде направити до місця розташування пухлини, необхідно вставити та правильно розмістити аплікатори відповідно до плану.
Для правильного розміщення аплікаторів та подальшого уточнення плану лікування зазвичай використовуються методи візуалізації, такі як рентген, флюороскопія та ультразвукове дослідження. Також можна використовувати комп'ютерну томографію та МРТ. Після введення аплікаторів їх фіксують на шкірі за допомогою швів або клейкої стрічки, щоб запобігти їхньому руху. Після підтвердження правильного положення аплікаторів можна виконати подальшу візуалізацію для детального планування лікування.

### Створення віртуального пацієнта

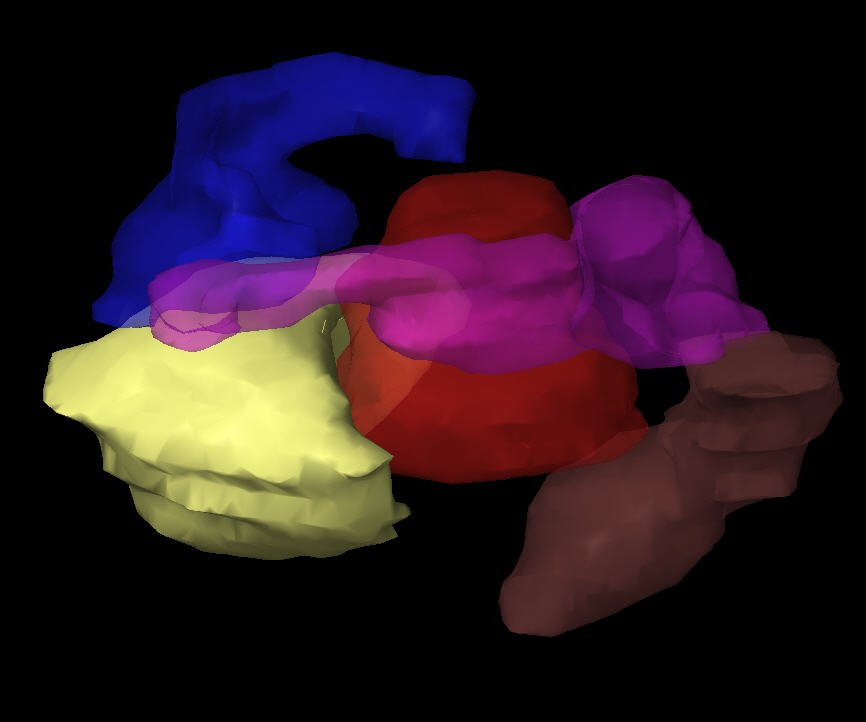
Створення віртуального пацієнта для планування проведення брахітерапії

Зображення пацієнта з встановленими аплікаторами вводяться в програмне забезпечення для планування лікування. Пацієнта переводять до спеціально обладнаної екранованої кімнати для лікування. Програмне забезпечення для планування лікування дозволяє перетворювати кілька двомірних зображень місця лікування на тримірного «віртуального пацієнта», в межах якого можна визначити положення аплікаторів. Просторові взаємозв'язки між аплікаторами, місцем лікування та навколишніми здоровими тканинами в межах цього «віртуального пацієнта» є копією взаємозв'язків у реального пацієнта.

### Оптимізація плану опромінення

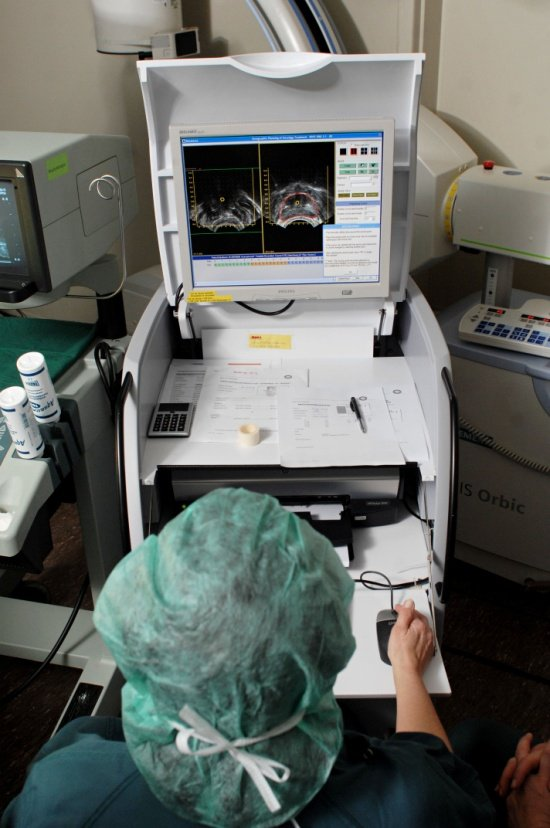
Уточнення плану лікування під час процедури брахітерапії

Щоб визначити оптимальний просторовий та часовий розподіл джерел випромінювання в тканині або порожнини, програмне забезпечення для планування лікування дозволяє розміщувати віртуальні джерела випромінювання всередині віртуального пацієнта. Програмне забезпечення показує графічне представлення розподілу опромінення. Це слугує орієнтиром для команди брахітерапії для уточнення розподілу джерел та розробки плану лікування, оптимально адаптованого до анатомії кожного пацієнта, перед фактичним початком опромінення. Цей підхід іноді називають «дозовим фарбуванням».

### Лікування
Джерела випромінювання, що використовуються для брахітерапії, завжди містяться в нерадіоактивній капсулі. Джерела можна доставити вручну, але частіше це відбувається за допомогою методу, відомого як «післязавантаження».
Ручне проведення брахітерапії обмежене через ризик радіаційного опромінення клінічного персоналу.
На відміну від цього, післязавантаження передбачає точне позиціонування нерадіоактивних аплікаторів у місці лікування, які згодом завантажуються джерелами випромінювання. При ручному післязавантаженні джерело подається в аплікатор оператором.
Системи дистанційного післязавантаження забезпечують захист медичних працівників від радіаційного опромінення, зберігаючи джерело випромінювання в екранованому сейфі. Після того, як аплікатори правильно розташовані в організмі пацієнта, їх підключають до пристрою «післязавантаження» (що містить радіоактивні джерела) через серію з'єднувальних трубок. План лікування надсилається до пристрою післязавантаження, який потім контролює подачу джерел вздовж напрямних трубок у заздалегідь визначені позиції в аплікаторі. Цей процес розпочинається лише після того, як персонал виведений з процедурної кімнати. Джерела залишаються на місці протягом заздалегідь визначеного періоду часу, знову ж таки відповідно до плану лікування, після чого вони повертаються по трубках до післязавантажувача.
Після завершення доставки радіоактивних джерел аплікатори обережно видаляють з тіла. Пацієнти зазвичай швидко відновлюються після брахітерапії, що дозволяє часто проводити її амбулаторно.
Між 2003 і 2012 роками в лікарнях Сполучених Штатів рівень перебування в лікарні після брахітерапії знизився на 24,4 % в середньому на рік серед дорослих віком 45–64 років і на 27,3 % в середньому на рік серед дорослих віком 65–84 років. Брахітерапія була процедурою з найбільшою зміною частоти госпіталізацій, оплачених Medicare та приватним страхуванням.